# Institut polonais des arts et des sciences au Canada

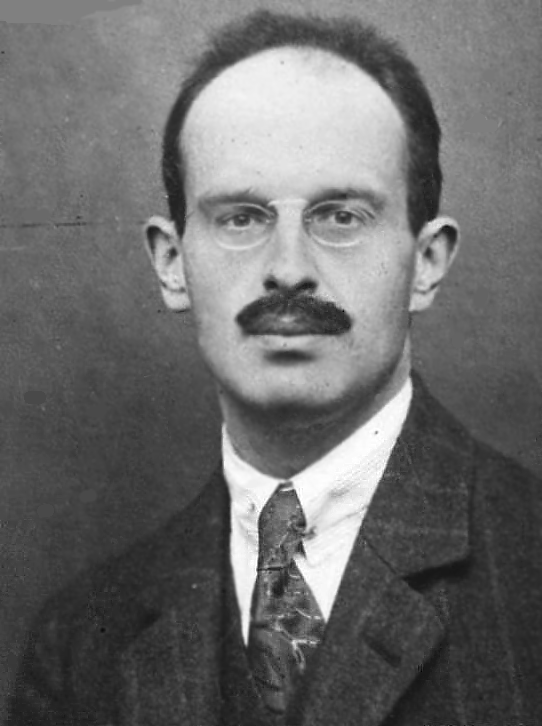
Oskar Halecki, principal fondateur avec Wanda Stachiewicz de l'Institut polonais des arts et des sciences au Canada

L'Institut polonais des arts et des sciences au Canada (en polonais "Polski Instytut Naukowy w Kanadzie") autrefois nommé "Institut polonais des arts et des sciences en Amérique" (Polski instytut naukowy w Ameryce) fut fondé en 1943 par l'historien polonais Oskar Halecki (en) et Wanda Stachiewicz. Initialement section canadienne de l’Institut polonais des arts et des sciences de l'Amérique, situé à New York, la section montréalaise se sépara de celui-ci en 1976 pour devenir une institution autonome. Après sa fondation en 1943, Wilder Penfield devint le premier président de cet institut et en fut également l'un des membres fondateurs,.
Dès 1943 fut également fondée par Wanda Stachiewicz la Bibliothèque polonaise rattachée à l'Institut nommé parfois "Institut polonais des arts et des sciences au Canada et Bibliothèque polonaise". Depuis sa fondation, la bibliothèque est hébergée dans l'un des locaux de  l'Université McGill.
L'organisme qui rassemble chercheurs scientifiques, artistes et représentants de professions libérales a pour but de faire connaître au public canadien les réalisations de la Pologne dans ces divers domaines. Conférences, colloques, expositions, entretiens, concerts, récitals et publications constituent les divers moyens servant à cette fin.
Autres membres fondateurs
- W. Bovey (Université McGill)

- R. A. MacLennan (Université McGill)

- C. MacMillan (Université McGill)

- J. B. Collip (Société royale du Canada)

- J. Rousseau (Société canadienne pour l’avancement des sciences)

- J. Pawlikowski (École polytechnique de Montréal)

- B. Szczeniowski (Université de Montréal)

- T. Poznański (Université Laval)

- T. Brzeziński (Consul de la Pologne à Montréal)[1]

Devise: Nauka, Wiedza, Kultura   (Apprentissage, connaissance, culture).